# 100-й меридіан західної довготи
100-й меридіан західної довготи — лінія довготи, що лежить на 100 градусів західніше Гринвіцького меридіана. Вона проходить від Північного полюса через Північний Льодовитий океан, Північну Америку, Тихий океан, Південний океан та Антарктиду до Південного полюса.
Цей меридіан приблизно проходить через центр континентальних Сполучених Штатів Америки і займає центральне місце на обкладинці статуту ООН.
100-й меридіан західної довготи формує велике коло разом із 80-тим меридіаном східної довготи.

## Список географічних об'єктів, що перетинає 100° зх. д.
Починаючи на Північному полюсі та рухаючись до Південного полюса, 100-й меридіан західної довготи проходить через:
| Координати                                                   | Країна, територія або море | Примітки |
| ------------------------------------------------------------ | -------------------------- | --- |
| 90°0′ пн. ш. 100°0′ зх. д. / 90.000° пн. ш. 100.000° зх. д.  | Північний Льодовитий океан | |
| 80°6′ пн. ш. 100°0′ зх. д. / 80.100° пн. ш. 100.000° зх. д.  | Канада                     | Нунавут — проходить через острів Мейген |
| 79°52′ пн. ш. 100°0′ зх. д. / 79.867° пн. ш. 100.000° зх. д. | Протока Пірі[en]           | |
| 78°44′ пн. ш. 100°0′ зх. д. / 78.733° пн. ш. 100.000° зх. д. | Канада                     | Нунавут — проходить через острів Еллеф-Рінгнес                                                                                              |
| 77°48′ пн. ш. 100°0′ зх. д. / 77.800° пн. ш. 100.000° зх. д. | Північний Льодовитий океан | |
| 76°45′ пн. ш. 100°0′ зх. д. / 76.750° пн. ш. 100.000° зх. д. | Канада                     | Нунавут — проходить через острови Берклі[en] і Батерст                                                                                      |
| 74°59′ пн. ш. 100°0′ зх. д. / 74.983° пн. ш. 100.000° зх. д. | Протока Паррі              | |
| 73°57′ пн. ш. 100°0′ зх. д. / 73.950° пн. ш. 100.000° зх. д. | Канада                     | Нунавут — проходить через острів Принца Уельського                                                                                          |
| 71°52′ пн. ш. 100°0′ зх. д. / 71.867° пн. ш. 100.000° зх. д. | Протока Мак-Клінток        | |
| 70°35′ пн. ш. 100°0′ зх. д. / 70.583° пн. ш. 100.000° зх. д. | Протока Ларсен[en]         | Проходить східніше острова Умінгмалік[en], Нунавут, Канада                                                                                  |
| 69°58′ пн. ш. 100°0′ зх. д. / 69.967° пн. ш. 100.000° зх. д. | Протока Вікторія           | |
| 69°3′ пн. ш. 100°0′ зх. д. / 69.050° пн. ш. 100.000° зх. д.  | Канада                     | Нунавут — проходить через острови Королівського географічного товариства[en]                                                                |
| 68°57′ пн. ш. 100°0′ зх. д. / 68.950° пн. ш. 100.000° зх. д. | Затока Королеви Мод        | Проходить східніше острова Путулік[en], Нунавут, Канада                                                                                     |
| 67°50′ пн. ш. 100°0′ зх. д. / 67.833° пн. ш. 100.000° зх. д. | Канада                     | Нунавут Манітоба — проходить західніше Брендона                                                                                             |
| 49°0′ пн. ш. 100°0′ зх. д. / 49.000° пн. ш. 100.000° зх. д.  | США                        | Північна Дакота Південна Дакота Небраска Канзас Оклахома Становить кордон між Техасом та Оклахомою Техас                                    |
| 28°0′ пн. ш. 100°0′ зх. д. / 28.000° пн. ш. 100.000° зх. д.  | Мексика                    | Коауїла Нуево-Леон Тамауліпас Сан-Луїс-Потосі Тамауліпас Сан-Луїс-Потосі Гуанахуато Керетаро Мехіко Герреро — проходить західніше Акапулько |
| 16°54′ пн. ш. 100°0′ зх. д. / 16.900° пн. ш. 100.000° зх. д. | Тихий океан                | |
| 60°0′ пд. ш. 100°0′ зх. д. / 60.000° пд. ш. 100.000° зх. д.  | Південний океан            | |
| 71°55′ пд. ш. 100°0′ зх. д. / 71.917° пд. ш. 100.000° зх. д. | Антарктида                 | Проходить через Землю Мері Берд, на яку жодна країна не претендує                                                                           |

## США

Через 100-й меридіан західної довготи проходить кордон між штатами Техас та Оклахома

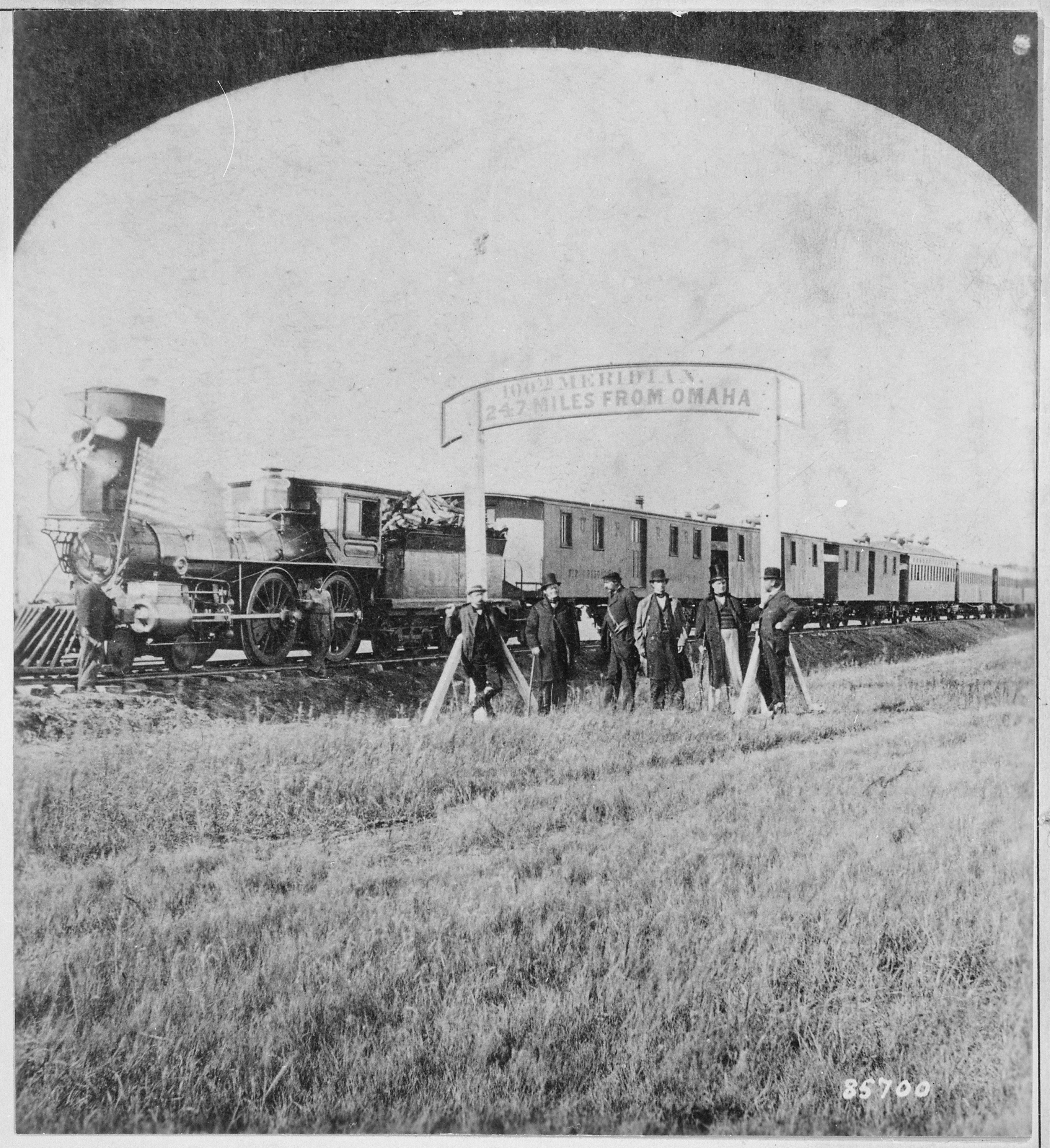
Директори «Union Pacific Railroad» зібралися на Територія Небраска на місці нинішнього міста Козад у 1866 році.

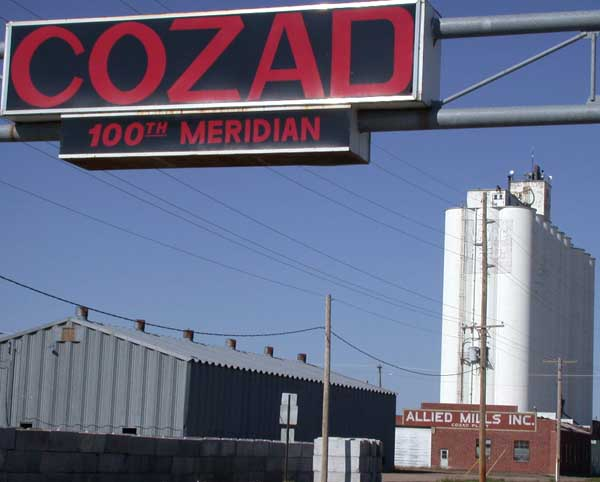
Знак в Козаді, штат Небраска. Фотографія зроблена в жовтні 2004 року, через 138 років після попередньої.

В США через 100-й меридіан західної довготи проходить кордон між Техаським виступом в штаті Техас та Оклахомою. Він був встановлений відповідно до договору Адамса — Оніса, який визначив кордон між Новою Іспанією та США між річками Ред та Арканзас. Додж-Сіті в штаті Канзас лежить точно на перетині річки Арканзас та 100-го меридіана зх.д.
Як вперше зазначив Джон Уеслі Пауелл у 1870-х роках, існує велика різниця в кількості опадів по різні боки меридіана. 100-й меридіан західної довготи проходить через центральну частину Великих рівнин і приблизно визначає західну межу поширення вологих повітряних мас з Мексиканської затоки та приблизну межу (хоча у деяких районах ця межа дещо зміщується на схід) між напівпустельним кліматом, поширеним західніше, та вологим континентальним і вологим субтропічним кліматом, поширеними східніше (на південь і південь від 37-мої паралелі пн.ш. відповідно. На захід від меридіана тваринництво є економічно важливішим, ніж на схід від нього, а сільське господарство значною мірою залежить від зрошення. Історично меридіан часто вважався приблизною межею між східною та західною частинами США. Білі колоністи почали заселяти терититорію навколо цього меридіана у 1870-х роках, після Громадянської війни.
Пам'ятний знак на автошляху 30 у Козаді в штаті Небраска, позначає місце, де 100-й меридіан зх.д. перетинається з маршрутами Орегонського шляху, Поні-експресу, Першої трансконтинентальної залізниці та Шосе Лінкольна.

## В культурі
В пісні "At the Hundredth Meridian" канадського рок-гурту "The Tragically Hip" співається про 100-й меридіан зх.д, який традиціно вважався місцем, «де починаються Великі рівнини».